# Micromastra isoldalis
Micromastra isoldalis är en fjärilsart som beskrevs av William Schaus 1940. Micromastra isoldalis ingår i släktet Micromastra och familjen mott. Inga underarter finns listade i Catalogue of Life.